# CIA Debutante
 (mai 2023).

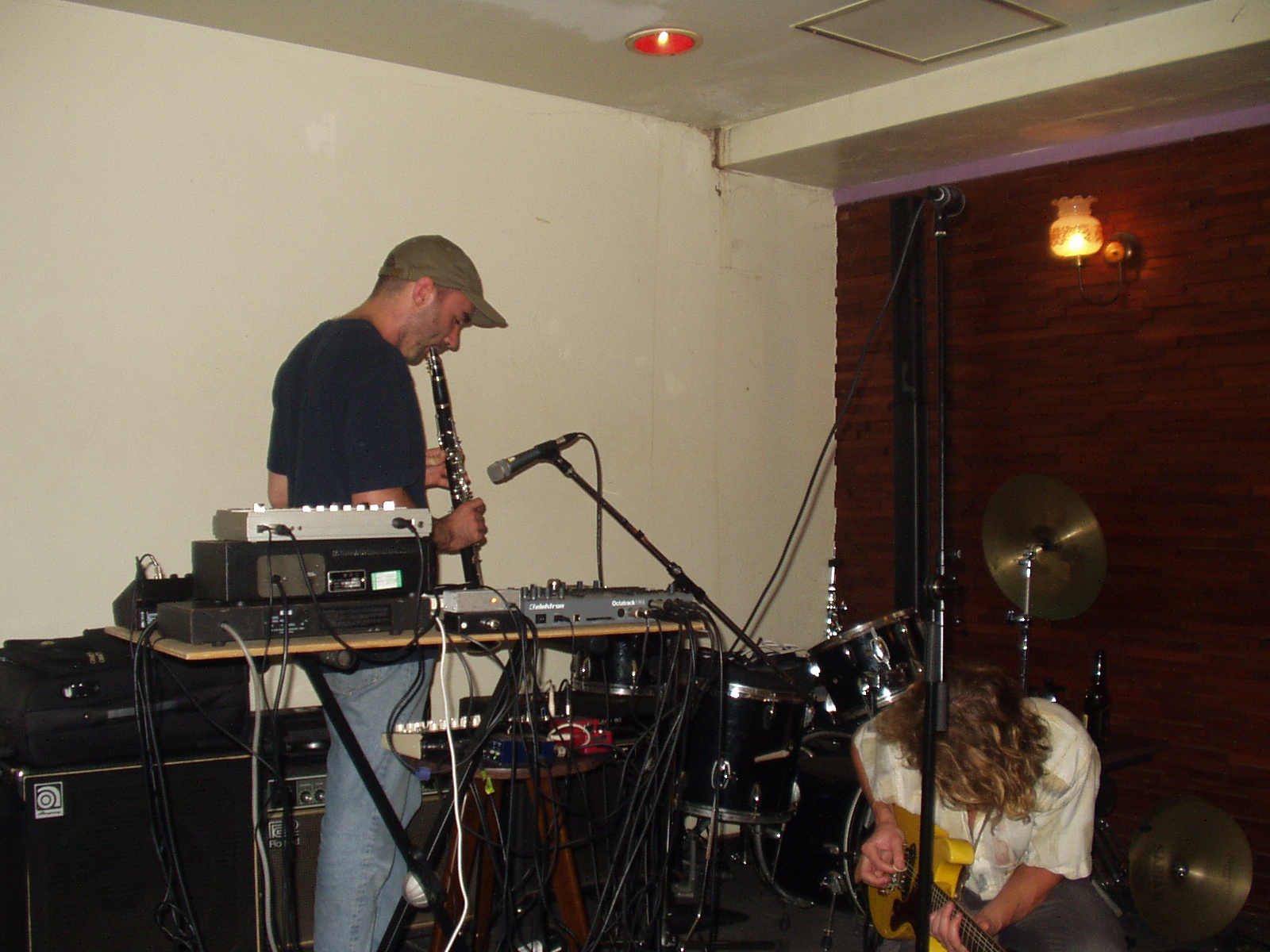
CIA Debutante en concert à Hikari No Uma, Tokyo, octobre 2024

CIA Debutante (parfois écrit C.I.A Débutante) est un duo musical parisien expérimental formé en 2016 par Nathan Roche et Paul Bonnet. Nathan Roche participe ou a participé également à plusieurs projets musicaux dont Villejuif Underground, Angela Bermuda, Joseph Liddy & The Skeleton Horse, Marf Loth, The Nightclub Toilet ou Redneck Discothèque. Paul Bonnet a initié quant à lui le projet solo Disposition Matrix. La musique de CIA Debutante a notamment été publiée sur les labels Officine, Crudités Tapes et Siltbreeze.

## Style
La musique de CIA Debutante mélange, ou oscille, entre plusieurs styles ou courants, de l’électro à la noise en passant par le rock et le spoken word, ceci dans un esprit lo-fi. Leur label Siltbreeze décrit ainsi leur album de 2023 Down, Willow « Imagine fusing The Fall's 'Grotesque' & Morton Subotnick's 'Sidewinder' into a sole entity? ». Paul Bonnet qualifie également la musique de CIA Debutante de pop-music. Parmi leurs influences les musiciens de CIA Debutante citent notamment l'écrivaine Clarice Lispector, le groupe The Shadow Ring, les écrivains Don De Lillo, László Krasznahorkai et Thomas Pynchon, ou encore le mangaka Junji Ito.

## Membres
- Nathan Roche : guitare, chant[15]
- Paul Bonnet : synthétiseur, boîte à rythme, clarinette[15]

## Musiciens additionnels
- Nicolas Roggy : guitare bass (sur le 7’’ Pier)[9]
- Erik Minkkinen : guitare (sur l’album The Landlord)[16]

## Discographie

### Albums LPs
- 2016 : Soft Light
- 2017 : We Will Play For Spirits[17]
- 2019 : The Landlord
- 2021 : Dust
- 2023 : Down, Willow

### 7’’ et EPs
- 2016 : Plaisance Convention
- 2017 : Half High / C.I.A Debutante
- 2017 : Alpha Dream Clinic
- 2017 : Burn The Evidence
- 2017 : Molly's Cabinet
- 2018 : Waves
- 2019 : Investigations Into Flesh Microchip Repair
- 2019 : Slow Cancellation[18]
- 2020 : C.I.A Débutante , Zhu Wendo 老耗子 小老鼠[19]
- 2021 : Music For Small Rooms
- 2021 : Pier (7’’)
- 2023 : The Punch / The garden (7’’)

### Autres
48° 51 ’12,96’ ’N2 ° 20’ 12,732’’ E (pièce radiophonique en hommage à Albert Cossery)